# Poggle the Lesser
Poggle the Lesser is een Geonosian afkomstig van Geonosis uit de Star Wars saga. Poggle is de leider van de Geonosians van de Stalgasin Hive en lid van de CIS-Council.

## Biografie
Poggle werd geboren in een van de lagere kasten op Geonosis. Hij werd geboren als Lesser, een werker. Lessers worden geboren zonder vleugels, maar Poggle was anders want hij had wel vleugels. De Lessers werden slecht behandeld en er werd op hen neergekeken door de aristocraten, die wel vleugels hadden. Hij was niet tevreden met die situatie.
Poggle kwam met het idee om een machtsgreep te plegen en begon een verzetsbeweging. Hij vormde een groep samen met andere ontevreden Lessers. Samen  vielen ze de helpers van de toen heersende leider "Hadiss the Vaulted" aan.
Hadiss liet dit niet over zijn kant gaan en liet ze allemaal oppakken om ze te laten strijden in de Petranaki Arena.
Steeds meer Lessers vonden de dood in de arena, maar Poggle wist dat hij zou overwinnen.
Zijn rebellie werd namelijk gesteund door Darth Sidious. Na een jaar stormde hij op de rug van een Acklay naar Hadiss en vermoordde hem. Poggle nam de macht over. Als herinnering aan Hadiss hield hij een van zijn benen als zijn staf. Vlak daarna stelde Poggle de Geonosian Sun Fac aan als zijn luitenant.

## Episode II: Attack of the Clones
Poggle the Lesser ondertekent het verdrag van de Separatisten/Confederacy of Independent Systems (CIS) onder leiding van de afvallige Jedi, Graaf Dooku. De Separatisten staan voor afscheiding van de Galactische Republiek. Dooku beloofd vrije handel zonder belastingen. Ook heeft Poggle, Dooku en de rest van de betrokken handelspartijen, Geonosis aangeboden als de planeet waar droidfabrieken de gevechtsdroids en droideka's zullen produceren. Uiteraard tekent ook Poggle voor deelname aan de afscheidingsbeweging, die duidelijk op een oorlog uit is tegen de Republiek en Kanselier Palpatine. 
In Episode II laat Poggle de executies van de Nabooaanse Senator Padmé Amidala, Jedi-Padawan Anakin Skywalker en Jedi-Ridder Obi-Wan Kenobi in de Petranaki Arena beginnen. Het drietal wordt veroordeeld voor spionage. Op het bevel van Poggle worden er drie gevaarlijke beesten op hen afgestuurd, totdat de Jedi het nieuws hebben vernomen en hun dood voorkomen. Tweehonderd Jedi omsingelen de Petranaki Arena. Poggle en Dooku laten vervolgens volledig afgebouwde Droids op de Jedi af komen, maar een kloonleger dat besteld is voor de Republiek, komt de overlevenden redden. Het leger van Clone Troopers neemt het op tegen de Droids, en ze winnen de Slag om Geonosis gemakkelijk. Poggle en de rest van de Separatisten ontvluchten de planeet. De Separatisten geven zich niet gewonnen en de Kloonoorlogen zijn begonnen.

## Star Wars: The Clone Wars (animatieserie)
Tijdens seizoen 2 van Star Wars: The Clone Wars bouwen Poggle the Lesser en Graaf Dooku weer droidfabrieken op de planeet Geonosis. Er wordt weer een grote slag uitgevochten en weer is het de Republiek die wint. Poggle probeert zich te verschuilen bij de Geonosiaanse koningin Karina de Grote. Zij heeft een leger van zombie Geonosianen, die wormen uitstoten. Wanneer Republikeinse troepen arriveren om Poggle te arresteren en voor het gerecht te brengen, krijgen sommige Clone Troopers deze wormen binnen. Door middel van deze parasieten krijgt Karina de Grote controle over hun brein. Ze beveelt de troopers om hun Jedi aanvoerders om te brengen. Wanneer dit duidelijk wordt op een Republikeins hospitaalschip, ondervraagd Anakin Skywalker Poggle the Lesser op zijn eigen manier. Poggle wordt bijna al zijn lucht uit zijn luchtpijp gehaald, waarna de Geonosiaanse wapenmeester aangeeft dat de wormen alleen uitgeschakeld kunnen worden door een ijskoude temperatuur. Zodoende kunnen levens worden gespaard op het hospitaalschip.

## Episode III: Revenge of the Sith
Na drie jaar van oorlogsvoering komen de Kloonoorlogen op hun einde. Poggle zit nog steeds in de Separatistische Raad. Graaf Dooku is vermoord door Anakin Skywalker, en nu heeft de cyborg Generaal Grievous de leiding op militair gebied. Wanneer de Republiek op de planeet Utapau landt, worden Poggle en de Separatistische Raad op bevel van Darth Sidious naar Mustafar getransporteerd. Daar aangekomen feliciteert de Sith-Meester de Separatisten voor hun inspanningen en sluit af met de opmerking dat zijn nieuwe leerling Darth Vader het verder zal 'afhandelen.' Zich niet bewust van het verraad dat hen te wachten staat verwelkomen ze Vader. Poggle ziet tot zijn schrik dat het gezicht onder de kap dat van Anakin Skywalker is, en dat deze zijn lichtzwaard activeert. Eén voor één worden alle Separatisten vermoord, waaronder Poggle the Lesser. Toen bleek dat Darth Sidious en Kanselier Palpatine dezelfde persoon waren en dat hij de Separatisten had gebruikt voor zijn weg naar de macht. Nu Sidious zich tot Keizer kon uitroepen had hij Poggle en de rest van de Raad niet langer nodig.